# Femme Fatales - Sesso e crimini
Femme Fatales - Sesso e crimini (Femme Fatales) è una serie televisiva antologica statunitense basata sull'omonima rivista per soli uomini e prodotta da Cinemax.

## Trama
Protagoniste sono donne sexy, potenti e pericolose ispirate e nello stile della tradizione di racconti pulp, film erotico, film noir e romanzi a fumetti. La mezz'ora di programma presenta storie ispirate a classici noir come La fiamma del peccato e Pulp Fiction e a serie TV classiche thriller come Ai confini della realtà. In ciascun episodio, non collegato agli altri, le donne trovano uno straordinario modo di affrontare i loro problemi, incanalando il loro istinto di sopravvivenza e facendo emergere la loro astuzia interiore. Ogni episodio è introdotto da un ospite misterioso ed enigmatico, Lilith, interpretata da Tanit Phoenix, ed è formato da un diverso cast e da una diversa trama, alcune delle quali si intrecciano come parte della mitologia generale della serie.

## Episodi
| Stagione         | Episodi | Prima TV USA | Prima TV Italia |
| ---------------- | ------- | ------------ | --------------- |
| Prima stagione   | 14      | 2011         | 2011            |
| Seconda stagione | 14      | 2012         | 2012            |